# USS Osprey (1940)
USS Osprey (Nederlands: visarend) was een Amerikaanse mijnenveger van de Ravenklasse. Het schip was het tweede schip bij de Amerikaanse marine met de naam Osprey. De Osprey diende samen met het zusterschip de Raven als voorbeeld voor de Aukklasse, waarvan 76 schepen werden gebouwd. De Osprey is verloren gegaan tijdens Operatie Overlord doordat het tijdens het mijnenvegen op een Duitse mijn liep. Bij de explosie kwamen geen bemanningsleden om